# 石皿 (陶磁器)
石皿（いしざら）は、江戸時代に街道茶屋などで煮しめなどを盛る皿として用いられた陶器または炻器製の安価な皿。

## 概要
呉須、鉄絵など、淡彩の粗画が描かれていることが多く、美濃焼のものが著名。